# منطقه کرانه‌ای کانادا
منطقه کرانه‌ای کانادا یا ماری‌تایمز (به انگلیسی: The Maritimes) یک منطقهٔ در شرق کانادااست. منطقه کرانه‌ای کانادا ۱۳۰٬۰۱۷٫۱۱ کیلومتر مربع مساحت و ۱٬۸۱۳٬۶۰۶ نفر جمعیت دارد. این منطقه از نیوبرانزویک، نوا اسکوشیا و جزیره پرنس ادوارد تشکیل شده‌است. منطقه کرانه‌ای به همراه نیوفاندلند و لابرادور، کانادای آتلانتیک را تشکیل می‌دهند.